# No Boundaries (album Alexandra Rybaka)
No Boundaries – to drugi album studyjny autorstwa norweskiego muzyka Alexandra Rybaka wydany w Norwegii 14 czerwca 2010 za pośrednictwem wytwórni Universal Music Group. Większość piosenek została napisana i skomponowana przez samego Rybaka. Został nagrany w Yla Studios in Malmö.
Pierwszy singel z albumu to Oah, piosenka którą napisał dla jednej z występujących nim skrzypaczek, Moi Meinich. Także Kathrina Hals i Maria Slyngstad mają dedykowane im piosenki (odpowiednio Why Not Me i First Kiss).
Utwór Kaja's Letter to list, który Alexander otrzymał od swojej norweskiej fanki, Kai.
Rybak nagrał też covery dwóch piosenek. I'm in Love to piosenka duńskiego artysty, Umberto Carli, który występował pod aliasem John the Whistler; ukazała się ona na jego debiutanckim albumie It's Crazy w 2001 roku. Cover tej piosenki nagrał też Fabrizio Faniello, który reprezentował Maltę podczas Eurowizji w latach 2001 i 2006. Natomiast Disney Girls to utwór, który w latach '50 został nagrany przez zespół The Beach Boys.

## Lista utworów
1. "First Kiss" (Alexander Rybak, Thomas Warnes)
2. "Europe’s Skies" (Alexander Rybak, Thomas Warnes)
3. "I'm In Love" (Umberto Carli)
4. "Oah" (Alexander Rybak, Markus Eriksen, Sebastian Dankel, Asmund Begre Jenssen)
5. "Kaja's Letter" (Kaja Høivold)
6. "5000 Letters" (Konstantin Meladze, Alexander Rybak, Thomas Warnes)
7. "Dare I Say" (Alexander Rybak)
8. "Suomi" (Alexander Rybak, Thomas Warnes)
9. "Why Not Me" (Alexander Rybak)
10. "Barndance" (Alexander Rybak)
11. "Disney Girls" (Bruce Johnston)

## Historia wydań
| państwo   | Data wydania     | Wytwórnia | Format |
| --------- | ---------------- | --------- | ------ |
| Szwecja   | 18 czerwca 2010  | Universal | CD     |
| Dania     | 21 czerwca 2010  | Universal | CD     |
| Finlandia | 21 czerwca 2010  | Universal | CD     |
| Norwegia  | 21 czerwca 2010  | Universal | CD     |
| Polska    | 27 sierpnia 2010 |           | CD     |

## Listy sprzedaży
| Lista             | Kraj      | Pozycja |
| ----------------- | --------- | ------- |
| OLiS              | Polska    | 19      |
| Sverigetopplistan | Szwecja   | 8       |
| YLE               | Finlandia | 32      |
| VG-lista          | Norwegia  | 11      |